# Petrogale herberti
Petrogale herberti is een zoogdier uit de familie van de kangoeroes (Macropodidae). De wetenschappelijke naam van de soort werd voor het eerst geldig gepubliceerd door Oldfield Thomas in 1926.

## Kenmerken
De bovenkant is grijsbruin, de onderkant lichtgrijs tot geelbruin. Over de flanken loopt een witte of geelbruine streep, met daarvoor, achter de armen, een donkere vlek. Op de wangen is ook een lichte streep te zien; het deel van de kop daarboven is donker. De ledematen en zijn vrij licht van kleur, maar de vingers zijn zwart. Het karyotype bedraagt 2n=22; de meeste autosomen zijn acrocentrisch, op 4 (submetacentrisch) na. De staart is lang en rond.

## Leefwijze
Deze soort is voornamelijk 's nachts actief; overdag vindt het dier beschutting in rotsspleten of grotten. Net als andere rotskangoeroes uit Queensland kan deze soort ook in bomen klimmen. Hij eet allerlei planten.

## Afmetingen
In onderstaande tabel zijn maten van deze soort opgenomen.
| Maat                   | Mannetjes   | Vrouwtjes   |
| ---------------------- | ----------- | ----------- |
| Lengte kop (mm)        | 105,6-125,0 | 113,0-120,7 |
| Lengte oor (mm)        | 60,9-70,4   | 66,0-70,6   |
| Lengte arm (mm)        | 98,2-114,3  | 91,0-105,6  |
| Lengte achterpoot (mm) | 212,0-230,0 | 205,0-223,0 |
| Lengte voet (mm)       | 148,5-162,0 | 148,0-165,0 |
| Kop-romplengte (mm)    | 512-600     | 520-532     |
| Lengte staart (mm)     | 520-601     | 510-597     |
| Gewicht (kg)           | 5,2-7,0     | 4,8-6,0     |

## Verspreiding
Deze soort komt voor in Oost-Queensland, van de Fitzroy River tot 100 km voor Brisbane, en in het binnenland tot Clermont en Rubyvale. Deze soort behoort tot een groep van zeven sterk op elkaar lijkende rotskangoeroes in Oost-Queensland, die vrijwel alleen te onderscheiden zijn door chromosomale of genetische gegevens.